# 야마베촌
야마베촌(山辺村)은 지바현 야마베군·산부군에 일찍이 존재했던 촌이다. 
현재의 오아미시라사토시 서부에 해당한다. 원래는 옛 군명에서 유래한 광역지명이며 오아미역의 설치로 오아미정의 중심부와 일체화되어 지역명칭으로 사용되는 것 외에는 거의 그 이름을 유지하고 있지 않다. 

## 역사
- 1889년 4월 1일 - 정촌제 시행에 수반해 야마베군 야마베촌이 성립하였다.
- 1897년 4월 1일 - 야마베군, 무사군이 통합해 산부군이 되었다.
- 1951년 4월 1일 - 오아미정, 미즈호촌과 합병해, 새로운 오아미정이 신설되어, 동일 야마베촌은 폐지되었다.

## 교통

### 철도
- 국철 (현 JR동일본
  - 도가네 선

오아역은 1972년에 이전했기 때문에 현재와 위치가 다르다. 현재의 역도 옛 마을 지역에 위치해 있다.

### 도로
- 오아이 가도